# Karl Gotthold Lenz
Karl Gotthold Lenz (geboren am 6. Juli 1763 in Gera; gestorben am 27. März 1809 in Gotha) war ein deutscher Altphilologe, Publizist und Lehrer.

## Leben
Karl Gotthold Lenz zeigte bereits als Schüler am Gymnasium in Gera ein Talent für die alten Sprachen und studierte anschließend Theologie und Altphilologie in Jena. Dort unterrichtete er auch die Kinder von Christian Gottfried Schütz und wirkte an der von diesem mitbegründeten Allgemeinen Literatur-Zeitung mit. Anschließend ging Lenz  für ein Jahr nach Göttingen, wo er Christian Gottlob Heyne hörte und 1789 mit einer Arbeit über orphische astronomische Fragmente promoviert wurde.
Nachdem Lenz mehrere Jahre lang als Lehrer am Wichmannschen Erziehungsinstitut in Celle gearbeitet hatte, wurde er auf Einladung Rudolph Zacharias Beckers von 1797 bis 1800 Redakteur der National-Zeitung der Deutschen in Gotha.  1799 wurde er  Professor für alte Sprachen am dortigen Gymnasium illustre. Seit 1806 leitete Lenz auch das herzogliche Münzkabinett. 1807 lebte der 19-jährige Gymnasiast Arthur Schopenhauer für einige Monate bei ihm zur Pension.
Sein Bruder Christian Ludwig Lenz (1760–1830) war Philologe und wurde Direktor der Gymnasien in Nordhausen und Weimar.

## Publizistische Tätigkeit
Karl Gotthold Lenz entfaltete eine rege publizistische Tätigkeit unter anderem im von Schlichtegroll herausgegeben Nekrolog, der Neuen Bibliothek der Schönen Wissenschaften und der Freyen Künste, Wielands Teutschem Merkur und mit Rezensionen in den Gothaischen gelehrten Zeitungen, der Allgemeinen deutschen Bibliothek und den Heidelberger Jahrbüchern der Litteratur.
Die Themen seiner zahlreichen Aufsätze und Bücher sind Altphilologie und antike Kulturgeschichte sowie Gegenstände des aktuellen geistigen Lebens, darunter der Nekrolog auf Karl Friedrich Bahrdt und der sehr distanzierte Nekrolog auf Karl Philipp Moritz, der von Goethe in einem Xenion angegriffen wurde.:
Armer Moritz! Wie viel hast du nicht im Leben erlitten.
Aeacus sei dir gerecht; Schlichtegroll war es dir nicht.
Veröffentlichungen (Auswahl) 
- Ueber den Gebrauch der Blumen und Blumenkränze bey den Gräbern. Göttingen 1787.
- De Fragmentis Orphicis ad astronomiam et agri culturam spectantibus. Dissertation, Göttingen 1789 (Digitalisat).
- Geschichte der Weiber im heroischen Zeitalter. Hannover 1790.
- Versuch über die alten Mysterien von Sainte-Croix. Aus dem Französischen mit Anmerkungen. Gotha 1790.
- Erklärende Anmerkungen zu Ovids Metamorphosen zum Gebrauche auf Schulen. Braunschweig 1792.
- Über Rousseaus Verbindung mit Weibern. 2 Teile in 1 Band, Halle 1792.
- Die Ebene von Troja, nach dem Grafen Choiseul Gouffier und andern Reisenden. Neustrelitz 1798 (Digitalisat).
- Jean-Baptiste Le Chevalier: Reise nach Troas oder Gemählde der Ebene von Troja in ihrem gegenwärtigen Zustande. Nach d. Franz. d. 2. Ausgabe. Altenburg / Erfurt 1800 (Digitalisat).
- Die Göttin von Paphos auf alten Bildwerken und Baphomet. Gotha 1808 (Digitalisat).